# John Robinson Pierce
Pour les articles homonymes, voir Pierce.
John Robinson Pierce (27 mars 1910 - 2 avril 2002) est un ingénieur et écrivain américain, né dans l'État de l'Iowa. Il fut un pionnier dans des domaines aussi vastes que la radiodiffusion, les télécommunications et l'informatique musicale. Il fut également auteur de science-fiction sous le pseudonyme de J.J. Coupling. À côté de toutes ses publications techniques, il semble dans ces œuvres avoir été un fervent défenseur du lien à établir entre la littérature de fiction et les innovations de l'expérimentation scientifique.

## Communication
Travaillant avec Claude Shannon aux Bell Labs, il contribua à la théorie de l'information et des communications et développa conjointement le concept de Pulse code modulation ou PCM (modulation d'impulsion codée), méthode par laquelle un signal audio est représenté sous forme de données numériques (voir synthèse numérique du son et traitement du signal). 
À la demande d'un autre de ses collègues, Walter Brattain, il inventa le terme « transistor » à partir des termes transfer resistor, c'est-à-dire résistance et transfert.
Les grands théoriciens de la communication (Ralph Hartley, Warren Weaver, Claude Shannon, Harold Lasswell, Werner Meyer-Eppler), ont permis de consolider une métaphore de l’enrichissement informationnel, par toute sorte de message ou de représentation (scientifique ou artistique).
Abraham Moles proposa en 1958 des applications statistiques de la théorie de l'information à la musique (Théorie de l’information et perception esthétique). Elles aboutirent aux travaux sur la composition automatique de Pierre Barbaud en France, et à ceux de Karlheinz Stockhausen en Allemagne.

## Musique
Aux États-Unis, c'est à John R. Pierce, en collaboration avec John Chowning et Max Mathews, que revint l'honneur de monter à l'université de Stanford les premières recherches en informatique musicale au Center for Computer Research in Music and Acoustic, CCRMA. Il composa dès 1959 les premières pièces musicales par ordinateur dignes de ce nom : Stochatta (0’36’’) et Beat Canon (0’48’’) qui, dès 1959, essayaient de mettre en jeu des phénomènes liés à la psychoacoustique.
John R. Pierce fut le premier à utiliser les théories de l'information en musique (avec Betty Elizabeth Shannon) dans Music by chance avec un catalogue d'accords permis par les notes tonales, et des dérivations des accords renversés (règles harmoniques). À partir de là, l’ordinateur pouvait créer toutes les possibilités combinatoires et en extraire au hasard un certain nombre de compositions. En 1960 sort le premier disque de musique créé entièrement sur ordinateur : Music from mathematics. Il est l'œuvre de J.R. Pierce et Max Mathews. Ce disque contient, entre autres, la première chanson informatique Bicycle Built for Two (chant du cygne de l'ordinateur Hal 9000), rendue célèbre par le film de Stanley Kubrick 2001, l'Odyssée de l'espace.
Il est l'un des découvreurs de la gamme de Bohlen–Pierce.

## Satellites
Il fut aussi à l'origine d'importantes recherches dans le domaine des satellites, et joua un rôle majeur dans le développement du premier satellite de communication commercialisé, Telstar 1. Des informations détaillées à ce sujet se trouvent dant  chronologie des satellites artificiels et sondes spatiales. 
De fait, quoique Arthur C. Clarke fut le premier à proposer des satellites de télécommunication géostationnaire, Pierce paraît être arrivé indépendamment aux mêmes conclusions et pourrait même être le premier à avoir élaboré le concept sans le nommer.
Pour plus de détails sur cette contribution, voir ECHO - Premier satellite de communication américain (reprint de SMEC Vintage Electrics Volume 2 #1).
Il mourut en Californie le 2 avril 2002. 